# Willmar
Willmar is een plaats (city) in de Amerikaanse staat Minnesota, en valt bestuurlijk gezien onder Kandiyohi County.

## Demografie
Bij de volkstelling in 2000 werd het aantal inwoners vastgesteld op 18.351.
In 2006 is het aantal inwoners door het United States Census Bureau geschat op 18.067, een daling van 284 (-1.5%).

## Geografie
Volgens het United States Census Bureau beslaat de plaats een oppervlakte van
35,3 km², waarvan 30,7 km² land en 4,6 km² water. Willmar ligt op ongeveer 348 m boven zeeniveau.

## Geboren
- Rodney Rogers (1953), componist en muziekpedagoog
- Bradley Joseph (1965), componist, pianist, organist en toetsenist

## Plaatsen in de nabije omgeving
De onderstaande figuur toont nabijgelegen plaatsen in een straal van 20 km rond Willmar.

## Beroemdheden
- Bradley Joseph – componist
- Marion Ross – acteur